# جنت على أهلها براقش
جنت على أهلها براقش أو جنت على نفسها براقش أو على أهلها تجني براقش، هو أحد الأمثال العربية التي بدأ استخدامها من العصر الجاهلي، ويضرب لمن عمل عملا ضر به نفسه أو أهله

## قصة المثل

### القصة الأولى
يقال أن براقش كانت كلبة، وقد أغار قوم على قومها، فنبحت، فنبهت قومها، فقاموا، وذهبوا إلى مغارة؛ ليختبوا فيها، وعندما جاء اللصوص أخذوا يبحثون عن أهل القرية، ولم يجدوا أحد، وعندما هموا بالانصراف نبحت الكلبة براقش، فانتبه لها اللصوص، فقتلوا عددا من قومها، وقتلوها أيضا، فقيل: جنت على أهلها براقش.

### القصة الثانية
يقال أن براقش كانت امرأة لقمان بن عاد، واستخلفها زوجها، وكان لهم موضع إذا فزعوا دخلوا فيه، فيجتمع الجند، وفي إحدى الليالي عبثت جواريها، فدخن، فاجتمعوا فقيل لها: إن رددتيهم، ولم تستعمليهم في شيء، لم يأتك أحد مرة أخرى، فأمرتهم فبنوا بناء فلما جاء لقمان، سأل عن البناء، فقيل له: على أهلها تجني براقش